# Norre Wång
Norre Wång är ett naturreservat i Svedala kommun i Skåne län.
Området är naturskyddat sedan 2003 och är 2 hektar stort. Reservatet består av anlagda dammar och naturliga vattenområden. Här återfinns en population av lökgrodan.